# 켈리 매코맥
켈리 매코맥(Kelly McCormack, 1991년 1월 14일 ~ )는 캐나다의 배우, 영화제작자, 작가, 감독이다.